# Donncoirce de Dalriada
Pour les articles homonymes, voir Eochaid.
Donncoirce de Dalriada (mort en 792) fut roi des Scots de Dál Riata avant 792.

## Biographie
Donncoirche ou « Donn Corci rex Dal Riatai » est le dernier roi des Scots de Dál Riata dont la mort soit mentionnée dans les Annales d'Ulster  et dans les Annales des quatre maîtres en 787 (recte 792)     mais son nom n'est pas repris dans le Duan Albanach ni dans les Synchronismes de Flann Mainistreach.
On ne connait pas son origine familiale ni la durée de son règne. Il semble qu'il ait été l'un  des prétendants au trône après 781 avec Eochaid mac Áeda et peut-être Domnall mac Caustantín  Après sa disparition la royauté de Dalriada subit une éclipse durable peut être, comme le suggère Alex Woolf, du fait d'une occupation temporaire de la région par les vikings norvégiens